# Lobogonodes permarmorata
Lobogonodes permarmorata är en fjärilsart som beskrevs av Max Joseph Bastelberger 1909. Lobogonodes permarmorata ingår i släktet Lobogonodes och familjen mätare. Inga underarter finns listade i Catalogue of Life.